# ヒッタイト語楔形文字
ヒッタイト語楔形文字（ヒッタイトごくさびがたもじ）は、ヒッタイト語の表記に用いられた楔形文字。 
現存しているヒッタイト語資料は、およそ紀元前17世紀から紀元前12世紀に作られた粘土板文書などが中心となっている。 
使用されていた375文字のうち約半数は音節文字であり、残りの半数は表語文字や限定符である。
ヒッタイト語以外に、同じアナトリア語派のパラー語とルウィ語も楔形文字で表記される。
この文字は音節文字としての機能の他に、シュメール語とアッカド語の単語をそのまま書いてヒッタイト語で読む。 
それらの文字はヒッタイト語の音節文字と文字が重複しているものも存在する。 
従ってラテン文字に転写する際、それらを区別して表記する。
主な転写のルールとして、
- 音節文字ならば「斜体の小文字」で表記する。
- アッカド語由来の単語ならば「斜体の大文字で」表記する。
- シュメール語由来の単語ならば「立体の大文字」で表記する。

これに従えば、例えば記号GI 𒄀 の場合、
ヒッタイト語の音節gi（またはge）、
アッカド語のつづりQÈ-RU-UBの中で前置詞QÈ(「～の近く」の意味)を表すものとして、
「管」を意味する限定符GI（上付き文字で翻字される）
の3つの用法がある。
なお、Unicodeではシュメール語、アッカド語、エラム語、ヒッタイト語、フルリ語の楔形文字について共通のブロックを用意しているが、その標準字体としてウル第三王朝（紀元前3千年紀末）のものを使用している。
そのため、実際にヒッタイト語で使われているものと大きく異なることがある。
たとえば「神」を意味する限定符DINGIR 𒀭（音節文字としてはan）は、新アッシリア字体ではのように書かれ、ヒッタイト語の文字もそちらに近い。

## 特徴
インド・ヨーロッパ語族に属するヒッタイト語は、シュメール語やアッカド語よりも複雑な子音結合を持つが、楔形文字は基本的に単純な音節を表記するものであるため、子音結合を表記するのには向いていない。子音結合は母音を補って表現された。たとえば、pa-ra-a で/pra/「前に」を、li-in-ikで/link/「誓え」を表記した。
子音の無声と有声は区別されないことが多いが、ヒッタイト語では語源的に無声の破裂音は母音間で重ねて書かれる傾向がある。これをスターティヴァントの法則と呼ぶ。ḫについても-ḫ-と-ḫḫ-の2種類の書き方がなされるため、インド・ヨーロッパ語族の喉音（喉音理論を参照）が2種類区別されていると考えられる。
母音のe/iはしばしば区別されず、また母音の長短の区別も必ずしも一貫していない。
全375文字のうち、86文字がV、CV、VC型の音節を、74文字がCVC型の音節を表す。
ヒッタイト語楔形文字では、しばしばシュメール語の単語（単なる文字ではなく、複数の文字からなる単語も）をそのまま書いて「訓読み」する特徴がある。訓読み語はシュメール語が1500語ほど、アッカド語が150語ほど知られている。常にこれらの文字で書かれる場合、ヒッタイト語で何と読んだかは今でも不明である。さらに、シュメール文字をアッカド語の訓で読んだものを表音文字として使うことがある。たとえば、𒄑𒉺 gišPA（gišは限定符）はアッカド語で ḫaṭṭu「笏」と読まれるために、「ハットゥシリ」の「ハットゥ」の部分に使われることがある。
訓読みの語につづけてアッカド語またはヒッタイト語の音節文字を「送り仮名」として続けることがある。たとえば、𒋗𒋾 ŠU-TIはシュメール語のŠU（手）にアッカド語のTI（属格を表す）を加えたもので、ヒッタイト語で ki-eš-ša-ra-aš 「手の」と読まれる。

## 音節文字
音節文字は、短母音、子音+母音、母音+子音、子音+母音+子音の種類がある。子音はb, p, d, t, g, k, ḫ, r, l, m, n, š, z、母音はa, e, i, uを区別し、これらを組み合わせて音節を構成する。後に、ya(=I.A𒄿𒀀)、wa (=PI𒉿)、wi (=wi5=GEŠTIN𒃾 ワイン)の記号も追加された。

### V
| a 𒀀      |
| e 𒂊      |
| i 𒄿      |
| u 𒌋, ú 𒌑 |

### CV
|    | b-       | p-       | d-       | t-   | g-       | k-       | ḫ-         | l-       | m-         | n-         | r-       | š-         | w-    | y-    | z-         |
| -- | -------- | -------- | -------- | ---- | -------- | -------- | ---------- | -------- | ---------- | ---------- | -------- | ---------- | ----- | ----- | ---------- |
| -a | ba 𒁀     | pa 𒉺     | da 𒁕     | ta 𒋫 | ga 𒂵     | ka 𒅗     | ḫa 𒄩       | la 𒆷     | ma 𒈠       | na 𒈾       | ra 𒊏     | ša 𒊭       | wa 𒉿  | ya 𒄿𒀀 | za 𒍝       |
| -e | be 𒁁     | pé, pí 𒁉 | de, di 𒁲 | te 𒋼 | ge, gi 𒄀 | ke, ki 𒆠 | ḫe 𒄭, ḫé 𒃶 | le, li 𒇷 | me 𒈨, mé 𒈪 | ne 𒉈, né 𒉌 | re, ri 𒊑 | še 𒊺       |       |       | ze 𒍣, zé 𒍢 |
| -i | bi 𒁉     | pé, pí 𒁉 | de, di 𒁲 | ti 𒋾 | ge, gi 𒄀 | ke, ki 𒆠 | ḫi 𒄭       | le, li 𒇷 | mi 𒈪       | ni 𒉌       | re, ri 𒊑 | ši 𒅆       | wi5 𒃾 | zi 𒍣  |            |
| -u | bu, pu 𒁍 | bu, pu 𒁍 | du 𒁺     | tu 𒌅 | gu 𒄖     | ku 𒆪     | ḫu 𒄷       | lu 𒇻     | mu 𒈬       | nu 𒉡       | ru 𒊒     | šu 𒋗, šú 𒋙 |       | zu 𒍪  |            |

### VC
|    | -b               | -p               | -d               | -t               | -g               | -k               | -ḫ               | -l   | -m       | -n   | -r         | -š      | -z       |
| -- | ---------------- | ---------------- | ---------------- | ---------------- | ---------------- | ---------------- | ---------------- | ---- | -------- | ---- | ---------- | ------- | -------- |
| a- | ab, ap 𒀊         | ab, ap 𒀊         | ad, at 𒀜         | ad, at 𒀜         | ag, ak 𒀝         | ag, ak 𒀝         | aḫ, eḫ, iḫ, uḫ 𒀪 | al 𒀠 | am 𒄠     | an 𒀭 | ar 𒅈       | aš 𒀸    | az 𒊍     |
| e- | eb, ep, ib, ip 𒅁 | eb, ep, ib, ip 𒅁 | ed, et, id, it 𒀉 | ed, et, id, it 𒀉 | eg, ek, ig, ik 𒅅 | eg, ek, ig, ik 𒅅 | aḫ, eḫ, iḫ, uḫ 𒀪 | el 𒂖 | em, im 𒅎 | en 𒂗 | er, ir 𒅕   | eš 𒌍, 𒐁 | ez, iz 𒄑 |
| i- | eb, ep, ib, ip 𒅁 | eb, ep, ib, ip 𒅁 | ed, et, id, it 𒀉 | ed, et, id, it 𒀉 | eg, ek, ig, ik 𒅅 | eg, ek, ig, ik 𒅅 | aḫ, eḫ, iḫ, uḫ 𒀪 | il 𒅋 | em, im 𒅎 | in 𒅔 | er, ir 𒅕   | iš 𒅖    | ez, iz 𒄑 |
| u- | ub, up 𒌒         | ub, up 𒌒         | ud, ut 𒌓         | ud, ut 𒌓         | ug, uk 𒊌         | ug, uk 𒊌         | aḫ, eḫ, iḫ, uḫ 𒀪 | ul 𒌌 | um 𒌝     | un 𒌦 | ur 𒌨, úr 𒌫 | uš 𒍑    | uz 𒍖     |

### CVC
- Ḫ: ḫal 𒄬 、 ḫab/p 𒆸 、 ḫaš 𒋻、 ḫad/t 𒉺 (=pa, PA 「笏」)、 ḫul (=ḪUL 「悪」)、 ḫub/p 𒄽、 ḫar/ḫur 𒄯 (ḪAR 「輪」, ḪUR 「厚い」, MUR 「肺」)
- K/G: gal 𒃲 (=GAL 「偉大な」)、 kal,gal9 𒆗、 kam/gám 𒄰 (=TU7 「スープ」)、 k/gán 𒃷 (=GÁN 「領域」)、 kab/p,gáb/p 𒆏 (=KAB [「左」)、 kar (=KAR「見つける」)、 k/gàr 𒃼、 k/gaš 𒁉 (=bi, KAŠ 「ビール」)、 k/gad/t 𒃰 (=GAD 「麻」)、 gaz 𒄤 (=GAZ 「殺す」)、 kib/p 、 k/gir 𒄫、 kiš 𒆧 (=KIŠ 「世界」)、 kid/t9 𒃰 (=gad)、 kal 𒆗 (=KAL 「強い」)、 kul 𒆰 (=KUL 「子孫」)、 kúl,gul 𒄢 (=GUL 「壊れる」)、 k/gum 𒄣、 kur 𒆳 (=KUR 「土地」)、 kùr/gur 𒄥
- L: lal 𒇲 (=LAL 「縛る」)、 lam 𒇴、 lig/k 𒌨 (=ur)、 liš 𒇺 (=LIŠ 「スプーン」)、 luḫ 𒈛 (=LUḪ 「大臣」)、 lum 𒈝
- M: maḫ 𒈤 (=MAḪ 「偉大な」)、 man (=MAN "20")、 mar 𒈥、 maš 𒈦 (=MAŠ 「半分」)、 meš (="90") 、 mil/mel 𒅖 (=iš)、 miš 𒈩 、 mur 𒄯 (=ḫur)、 mut (=MUD 「血」)
- N: nam 𒉆 (=NAM "district")、 nab/p 𒀮、 nir 𒉪、 niš (=man)
- P/B: p/bal 𒁄、 pár/bar 𒈦 (=maš)、 paš 、 pád/t,píd/t 𒁁、 p/bíl 𒉋 (=GIBIL 「新しい」)、 pir 、 p/biš,pùš  𒄫 (=gir)、 p/bur
- R: rad/t 𒋥、 riš 𒊕 (=šag)
- Š: šaḫ 𒋚 (=ŠUBUR 「豚」)、 šag/k 𒊕 (=SAG 「頭」)、 šal 𒊩 (=MUNUS 「女性」)、 šam 𒌑 (=ú)、 šàm 、 šab/p 、 šar 𒊬 (=SAR 「植物」)、 šìp 、 šir 𒋓 (=ŠIR 「睾丸」)、 šum 𒋳、 šur 𒋩
- T/D: t/daḫ, túḫ 𒈭、 tág/k,dag/k 𒁖、 t/dal 𒊑 (=ri)、 tám/dam 𒁮 (=DAM 「妻」)、 t/dan 𒆗 (=kal)、 tab/p,dáb/p 𒋰 (=TAB "2") 、 tar 𒋻、 t/dáš,t/diš 𒁹 ("1") 、 tàš 𒀾、 tin/tén 𒁷、 t/dim 𒁴 、 dir (=DIR 「赤」) 、 tir/ter 𒌁 (=TIR "forest") 、 tíš  、 túl 𒇥、 t/dum 𒌈、 t/dub/p 𒁾 (=DUB 「粘土板」) 、 túr/dur 𒄙 (=DUR 「剥ぐ」)
- Z: zul 𒂄、 zum 𒍮

## 限定符
限定符は、発音はされないが意味を明確にするために付けられる。例えばHattusa URUḪa-at-tu-ša (𒌷𒄩𒀜𒌅𒊭) の場合、限定符URUは、次に続く語が「都市」を表す語であることを明確に示すために添えられるもので、発音は単に/hattusa/となる。
- m, I ("1", DIŠ) 𒁹 男性の名前
- DIDLI 𒀸 (接尾辞) 複数形または集合名詞
- DIDLI ḪI.A 𒀸𒄭𒀀 (接尾辞) 複数形
- DINGIR (D) 𒀭 神
- DUG 𒂁 器
- É 𒂍 家
- GAD 𒃰 布
- GI 𒄀 管、葦
- GIŠ 𒄑 木
- GUD 𒄞 牛
- ḪI.A 𒄭𒀀(接尾辞), 複数形
- ḪUR.SAG 𒄯𒊕 山
- ÍD 川
- IM 𒅎 粘土
- ITU 𒌚 月名
- KAM 𒄰 (接尾辞) 数字
- KI 𒆠 (接尾辞) いくつかの地名に使用
- KU6 𒄩 魚
- KUR 𒆳 土地
- KUŠ 𒋢 皮、毛皮
- LÚ 𒇽 男性
- MEŠ 𒈨𒌍 (接尾辞) 複数形
- MEŠ ḪI.A 𒈨𒌍𒄭𒀀 (接尾辞) 複数形
- MUL 𒀯 星
- MUNUS (f) 𒊩 女性の名前
- MUŠ 𒈲 蛇
- MUŠEN 𒄷 (接尾辞) 鳥
- NA4 石
- NINDA 𒃻 パン
- PÚ "source"
- SAR  𒊬 (接尾辞) 植物
- SI 𒋛 角(つの)
- SÍG 𒋠 羊毛
- TU7 𒄰 スープ
- TÚG 𒌆 衣類
- Ú 𒌑 植物
- URU 𒌷 都市
- URUDU 𒍐 銅
- UZU 𒍜 肉